# Cyclommatus lunifer
Cyclommatus lunifer is een keversoort uit de familie vliegende herten (Lucanidae). De wetenschappelijke naam van de soort is voor het eerst geldig gepubliceerd in 1905 door Boileau.